# Jewgeni Warfolomejewitsch Blisnjak
Jewgeni Warfolomejewitsch Blisnjak (russisch Евгений Варфоломеевич Близняк; * 16. Märzjul. / 28. März 1881greg. in Mszislau, Gouvernement Mogiljow; † 23. Oktober 1958 in Moskau) war ein russisch-sowjetischer Hydrologe, Wasserbauer und Hochschullehrer.

## Leben
Das Studium am St. Petersburger Institut für Verkehrsingenieure schloss Blisnjak 1904 mit Auszeichnung ab. Bis 1907 führte er hydrologische Arbeiten am Donez für die Wasserversorgung des Donbass durch.
Bekannt wurde Blisnjak durch seine Langzeituntersuchungen des Jenissei von der Großen Stromschnelle im Westsajan bis zur Mündung an der Karasee ab 1908. Dafür erhielt er 1912 die Silbermedaille der Kaiserlichen Russischen Geographischen Gesellschaft. Er erforschte und organisierte die Ob-jenissei-Wasserstraße in der Karasee. Er sammelte Gegenstände des Alltagslebens und der wichtigsten Berufe der Ewenken für die Ethnographie-Abteilung des Russischen Museums (jetzt Russisches Ethnographie-Museum in St. Petersburg).
Im Ersten Weltkrieg baute Blisnjak eine Brücke über die Weichsel. Er wurde Chef der Abteilung für Wasser- und Landverkehr des Stabs der Westfront.
Nach der Oktoberrevolution leitete Blisnjak von 1918 bis 1928 die Wasserverwalung des Volkskommissariats für Verkehr der RSFSR. 1918 wurde er Chef der Prospektion und Projektierung für den Bau des Wolga-Don-Kanals. Er war  an der Planung der Elektrifizierung der RSFSR (GOELRO) beteiligt und leitete die Elektrifizierung Westsibiriens mit dem Bau von Wasserkraftwerken an Jenissei, Angara, Witim und weiteren sibirischen Flüssen.
Ab 1921 lehrte Blisnjak an der Universität Moskau (MGU), dem Moskauer Bau-Institut, am Hydromeliorations-Institut und anderen Moskauer Hochschulen (Ernennung zum Professor 1923). 1928 organisierte er in St. Petersburg das Hydrologie-Hydrotechnik-Institut, dessen Direktor er bis 1930 war. Er entwickelte die Methoden für die Erstellung eines Katasters der UdSSR. 1937 wurde er zum Doktor der technischen Wissenschaften promoviert. Er leitete die Sektion für Wasserwirtschaftsprobleme der Akademie der Wissenschaften der UdSSR.
Als 1948 Nikolai Subow die Leitung des Lehrstuhls für Hydrologie der MGU übernahm und dort die Ozeanologie etablierte,  richtete er zusammen mit Blisnjak ein erstes Lehrprogramm für Geographie-Ozeanologie ein. 1950 wurde Blisnjak selbst Leiter des Lehrstuhls für Hydrologie.
Blisnjak starb am 23. Oktober 1958 in Moskau und wurde auf dem Nowodewitschi-Friedhof begraben.

## Ehrungen
- Verdienter Wissenschaftler und Techniker der UdSSR (1947)[1]